# Cynddylan
Cynddylan ap Cyndrwyn ist der Name einer Gestalt aus der walisischen Mythologie und Geschichte. Seine Geschichte wird im Gedicht Marwnad Cynddylan („Die Elegie von Cynddylan“) und im Gedichtzyklus Canu Heledd („Heledds Gesänge“) beschrieben.
Cynddylan war im 7. Jahrhundert ein König von Pengwern in Powys, der nach einigen Überlieferungen 642 (oder 644 nach den Annales Cambriae) in der Schlacht von Maserfield (walisisch Maes Cogwy) fiel. Der Schlachtort wird heute meist mit Oswestry (walisisch Croesoswallt) in Shropshire lokalisiert. In Marwnad Cynddylan wird als sein Königreich Dogfeiling (in Gwynedd, heute Denbighshire) genannt.
In den Wirren nach dem Abzug der römischen Besatzung aus Britannien und den Eroberungen durch die Angelsachsen stritten die angelsächsischen Könige Oswald von Northumbria und Penda von Mercia um die Vorherrschaft über das Gebiet südlich des Humber. Nach dem Canu Heledd nahmen Waliser aus Pengwern unter der Führung von Cynddylan ap Cyndrwyn an der Entscheidungsschlacht bei Maserfield teil, vermutlich als Verbündete der Mercier. Cynddylan fiel nach dieser poetischen Überlieferung in der Schlacht und wurde von seiner Schwester Heledd ferch Cyndrwyn in den Gedichten des Canu Heledd betrauert.
Allerdings ist sein Todesjahr 642/644 unsicher, da ein Cynddylan auch als Mitstreiter in der Schlacht von Winwaed (655) und in der Schlacht von Deorham (577) erwähnt wird. Eine Namensgleichheit mit einem anderen walisischen König kann dabei nicht ausgeschlossen werden.